# Clos des Lambrays

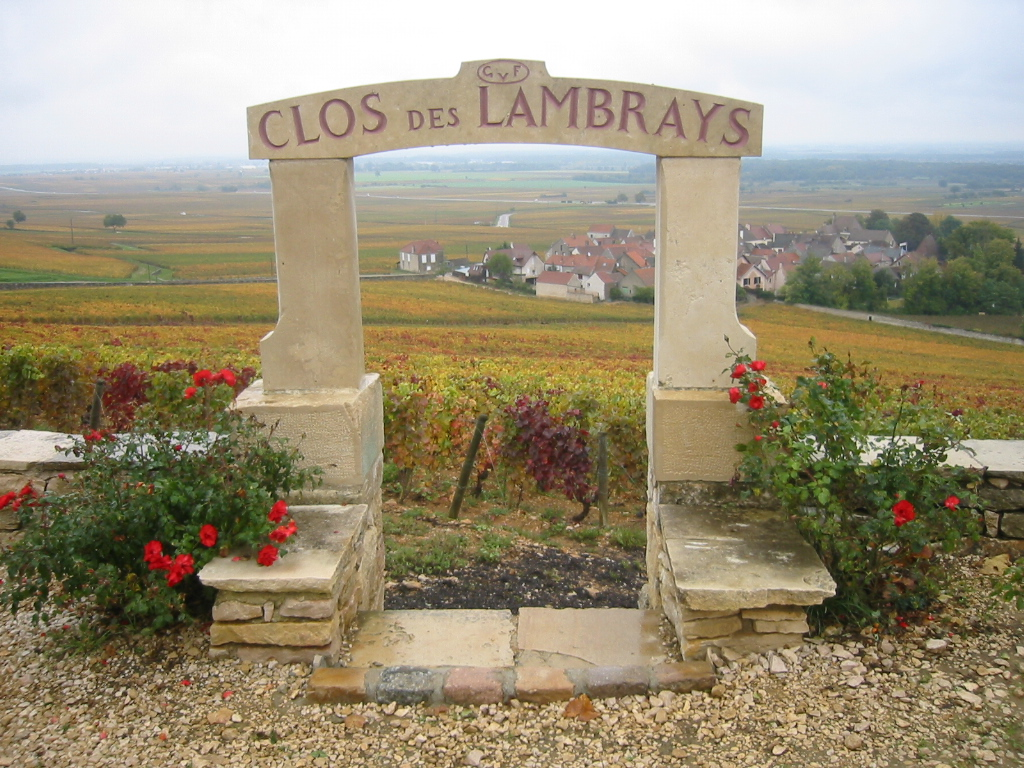
Tor zum Clos des Lambrays

Der Clos des Lambrays ist eine als Grand Cru eingestufte Weinlage an der Côte d’Or im französischen Burgund. Er liegt in der Gemeinde Morey-Saint-Denis und besitzt eine eigene Appellation. Diese umfasst eine Fläche von 8,6975 Hektar. Erzeugt wird ausschließlich Rotwein. Der Weinberg ist tatsächlich von einer Mauer umschlossen und damit ein echter „Clos“.

## Lage, Klima und Boden
Der Clos des Lambrays befindet sich auf einem leicht ansteigenden Osthang in 280 bis 320 m Höhe über NN. Im Norden berührt er den Clos Saint-Denis, südlich schließt sich der Clos de Tart an. Der Clos des Lambrays ist nahezu eine Monopollage im Besitz der Domaine des Lambrays, lediglich eine winzige, 4,2 Ar große Parzelle gehört der Domaine Taupenot.
Das Klima ist dasjenige des Burgund – ein Seeklima mit kontinentalen Einflüssen (Cfb-Klima nach Köppen & Geiger). Die zumeist trockenen und heißen Sommer lassen den Pinot Noir zwar ausreifen, große Jahrgänge entstehen aber nur, wenn kein Regen im Herbst die Lese beeinträchtigt. Bedingt durch die reine Ostlage ist das Mikroklima verhältnismäßig kühl, aber gleichzeitig geschützt vor Spatfrösten.
Der Boden des Clos des Lambrays ist alles andere als homogen. Der am tiefsten gelegene Teil besitzt einen schweren, lehmig-kalkigen Boden, er verleiht dem Wein Kraft und ein festes Rückgrat. Der obere Teil ist dagegen sehr mergelhaltig und sorgt für die Finesse. Der Clos des Lambrays besteht aus mehreren Climats: Les Larrets, Lambray, Les Bouchots und Meix-Rentier.

## Wein
Der Clos des Lambrays wird faktisch ausschließlich aus Pinot Noir erzeugt. Als weitere Rebsorten sind Pinot Liébault und Pinot Beurot zugelassen. Theoretisch dürfen bis zu 15 % weiße Trauben (Chardonnay, Pinot Gris und Pinot Blanc) verwendet werden. Der natürliche Alkoholgehalt muss mindestens 11,5 Vol.-% betragen, Chaptalisation ist – wie überall im Burgund – erlaubt. Der Basisertrag beträgt 35 Hektoliter je Hektar, dieser darf maximal um 20 % überschritten werden. Vorgeschrieben ist auch die Pflanzdichte: Es müssen zwischen 9.000 und 13.000 Rebstöcke je Hektar gesetzt werden. Von 2000 bis 2004 wurden im Mittel 279 Hektoliter erzeugt. Da nur 7,9 ha in Produktion standen, betrug der Ertrag gut 35 hl/ha. Damit lieferte der Grand Cru gut 36.000 Flaschen pro Jahr.
Die heutigen Besitzer lassen die von Hand gelesenen Trauben vor der Vergärung nochmals nachsortieren, aber nicht entrappen. Die Gärung findet in Edelstahltanks statt und dauert 15–18 Tage. Der Wein wird nach Parzellen getrennt vinifiziert, bis zur Hälfte der Ernte wird – nicht nur in schwierigen Jahrgängen – deklassiert und als Morey-Saint-Denis Premier Cru vermarktet. Der Ausbau dauert 18 Monate und findet in Barriquefässern statt, die jährlich zu 60–75 % erneuert werden. Der Clos des Lambrays wird vor der Flaschenabfüllung lediglich mit Eiklar geschönt.
Der Clos des Lambrays ist ein rassiger und zugleich feiner Wein von großer Langlebigkeit. Im Bukett dominiert zunächst Kirsche, dann setzt sich Brombeere durch. Hinzu kommen Aromen von Humus, Unterholz und Trüffeln. Charakteristisch sind zudem Noten von Rauchfleisch. Mit zunehmender Reife gewinnt er an Feinheit und entwickelt Noten von Gewürzen und (getrockneten) Blüten.

## Geschichte
Die Ursprünge des Clos des Lambrays liegen im Mittelalter. In der Mitte des 14. Jahrhunderts wurde in Morey ein Clos de Lambrey urkundlich erwähnt, benannt nach einer seit dem 12. Jahrhundert belegten Adelsfamilie. Die Abtei von Cîteaux besaß dort Rechte, der Weinberg selbst hat ihr aber wohl nicht gehört. Der Besitz wurde nach der Französischen Revolution versteigert und verteilte sich bis zur Mitte des 19. Jahrhunderts auf zahlreiche Besitzer. Der Kataster von 1828 listet 75 Parzellen auf. Der Wein wurde unter den Namen der einzelnen Climats verkauft, wobei der Wein aus Les Lambrays als der beste galt. Dann trat der Négociant (Weinhändler) Louis Joly auf den Plan. Bis zur Mitte des 19. Jahrhunderts kaufte er fast alle Parzellen zusammen. 1866 wurde alles an den aus Morey stammenden Négociant Albert-Sébastien Rodier veräußert, der gegen Ende des 19. Jahrhunderts die Bezeichnung „Clos des Lambrays“ als Marke etablierte. Als die Erben in Geldnot gerieten, sprang die Pariser Bankiersgattin Renée Cosson in die Bresche. Sie hatte eine Affäre mit Albert Rodier, dem Enkel von Albert-Sébastien, und erwarb das Gut im Jahr 1938. Albert vinifizierte den Clos des Lambrays bis 1950. Renée Cosson wachte eifersüchtig über ihren Wein, wirtschaftliche Erwägungen waren ihr fremd. Im Weinberg standen noch wurzelechte Reben, abgestorbene Rebstöcke wurden nicht ersetzt. Die Erträge waren daher extrem niedrig (selten über 10 hl/ha). Der Wein blieb bis zur Abfüllung oft jahrelang im Fass. Bei der ersten Festlegung von Grands Crus in den 1930er Jahren blieb der Clos des Lambrays mangels Initiative seiner Besitzer ebenfalls außen vor. Camille Rodier, der zweite Enkel von Albert-Sébastien und Mitbegründer der Confrérie des Chevaliers du Tastevin, setzte sich allerdings stets für den Clos des Lambrays ein.
Renée Cosson starb 1977. Die Bewohner von Morey-Saint-Denis nannten den Weinberg damals spöttisch „clos délabré“ (verkommener Weinberg). Im Jahr 1979 erwarb eine Kapitalgesellschaft unter Führung der im Weingeschäft tätigen Brüder Fabien und Louis Saier den Clos des Lambrays für 10 Millionen Francs. Sie engagierten den jungen Önologen Thierry Brouhin als Kellermeister, der seitdem für die Domaine des Lambrays tätig ist. Am 27. April 1981 wurde der Clos des Lambrays in den Status eines Grand Cru erhoben. Die neuen Besitzer verpflichteten sich, den Anteil alter Reben hoch zu halten, weshalb lediglich 2,44 ha neu bestockt wurden. Zudem ersetzten sie abgestorbene Rebstöcke, so dass in den ersten zehn Jahren insgesamt die Hälfte des Clos erneuert wurde. Die Investitionen beliefen sich insgesamt auf das Doppelte der Kaufsumme. Wirtschaftliche Schwierigkeiten zwangen die Besitzer Mitte der 1990er Jahre zum Verkauf. 1996 übernahm der deutsche Industrielle Günter Freund aus Koblenz zusammen mit seinem Sohn Hans-Joachim die Domaine des Lambrays.
Mit der von ihnen verfolgten Qualitätspolitik (niedrige Erträge, strenge Selektion) festigten sie seither den Status des Clos des Lambrays als Grand Cru.
Seit 2014 sind Lage und Weingut im Eigentum der französischen Luxusgüter-Erzeugergruppe LVMH.